# Indore (district)
Indore is een district van de Indiase staat Madhya Pradesh. Het district telt 2.585.321 inwoners (2001) en heeft een oppervlakte van 3898 km².
Hoofdstad: Bhopal
Districten: